# Zinkstaubdestillation
Die Zinkstaubdestillation ist in der Chemie eine Methode zur Reduktion von Phenolen und anderen Verbindungen des Typs Aryl-OH zu ihren Stammkohlenwasserstoffen Aryl-H.
Die Methode wurde von Adolf von Baeyer (1835–1917) im Zusammenhang mit der Strukturaufklärung von Indigo entwickelt:
Die Zinkstaubdestillation war nützlich bei der Konstitutionsaufklärung vieler weiterer Naturstoffe.

## Durchführung
Das jeweilige Phenol wird im Wasserstoffstrom auf über zur Rotglut erhitzten Zinkstaub destilliert. Der Sauerstoff des Phenols wird vom Zink hierbei „wahrscheinlich“ als Zinkoxid abfangen.